# Concinnia amplus
Espèce
Synonymes
- Sphenomorphus amplus Covacevich & McDonald, 1980
- Eulamprus amplus (Covacevich & McDonald, 1980)

Concinnia amplus est une espèce de sauriens de la famille des Scincidae.

## Répartition
Cette espèce est endémique du Centre-Est du Queensland en Australie. Elle a été découverte dans le parc national d'Eungella.

## Publication originale
- Covacevich & McDonald, 1980 : Two new species of skinks from mid-eastern Queensland rain forest. Memoirs of the Queensland Museum, vol. 20, no 1, p. 95-101.